# Pokémon: Cuộc phiêu lưu của Pippi
Pokémon: Cuộc phiêu lưu của Pippi, còn được biết đến với tên chính thức là Pocket Monsters (ポケットモンスター Poketto Monsutā) 
là một Pocket Monsters manga ngoài Nhật Bản 63 tập. Ở Singapore nó được xuất bản bởi Chuang Yi trong Tiếng Anh năm 2005 và đổi tên thành Pokémon Pocket Monsters.

## Phần tiếp theo

### Pocket Monsters Diamond-Pearl
Pocket Monsters Diamond-Pearl (ポケットモンスターダイヤモンド・パール Poketto Monsutā Daiyamondo-Pāru) là phần tiếp theo thứ 2 và đặt ở Sinnoh. Tập đầu tiên được phát hành vào ngày 26 tháng 1 năm 2007 và tập cuối được phát hành vào ngày 28 tháng 10 năm 2009.

### Pocket Monsters HGSS
Pocket Monsters HGSS (ポケットモンスターＨＧＳＳ Poketto Monsutā Eichi Jī Esu Esu) là phần tiếp theo thứ 3 và đặt ở Johto. Tập đầu tiên được phát hành vào ngày 28 tháng 6 năm 2010, tập thứ 2 và cuối được phát hành vào ngày 28 tháng 1 năm 2011.

### Pocket Monsters Black-White
Pocket Monsters BW (ポケットモンスターブラック・ホワイト Poketto Monsutā Burakku-Howaito) là phần tiếp theo thứ 4 và đặt ở Unova. Được phát hành lần đầu tiên vào ngày 6 tháng 3 năm 2011.

## Danh sách tập
- 『Pokemon』
  1. 28/11/1996 ISBN 978-4-09-142511-9
  2. 28/5/1997 ISBN 978-4-09-142512-6
  3. 27/9/1997 ISBN 978-4-09-142513-3
  4. 26/2/1998 ISBN 978-4-09-142514-0
  5. 28/7/1998 ISBN 978-4-09-142515-7
  6. 28/1/1999 ISBN 978-4-09-142516-4
  7. 28/7/1999 ISBN 978-4-09-142517-1
  8. 28/10/1999 ISBN 978-4-09-142518-8
  9. 27/5/2000 ISBN 978-4-09-142519-5
  10. 25/12/2000 ISBN 978-4-09-142520-1
  11. 25/12/2001 ISBN 978-4-09-143011-3
  12. 25/4/2002 ISBN 978-4-09-143012-0
  13. 25/10/2002 ISBN 978-4-09-143013-7
- 『ポケットモンスターR・S編』
  1. 28/8/2003 ISBN 978-4-09-143121-9
  2. 28/2/2004 ISBN 978-4-09-143122-6
  3. 28/7/2004 ISBN 978-4-09-143123-3
  4. 27/5/2005 ISBN 978-4-09-143124-0
  5. 28/10/2005 ISBN 978-4-09-143125-7
  6. 26/5/2006 ISBN 978-4-09-140148-9
- 『ポケットモンスターD・P編』
  1. 26/1/2007 ISBN 978-4-09-140280-6
  2. 28/9/2007 ISBN 978-4-09-140353-7
  3. 19/7/2008 ISBN 978-4-09-140660-6
  4. 26/2/2009 ISBN 978-4-09-140756-6
  5. 28/10/2009 ISBN 978-4-09-140850-1
- 『ポケットモンスターHG・SS編』
  1. 28/6/2010 ISBN 978-4-09-141069-6
  2. 28/1/2011 ISBN 978-4-09-141199-0
- 『ポケットモンスターB・W編』
  1. 26/8/2011 ISBN 978-4-09-141309-3
  2. 28/5/2012 ISBN 978-4-09-141447-2
  3. 28/12/2012 ISBN 978-4-09-141567-7
  4. 29/8/2013 ISBN 978-4-09-141670-4
- 『ポケットモンスターX・Y編』
  1. 26/4/2014 ISBN 978-4-09-141746-6
  2. 28/11/2014 ISBN 978-4-09-141827-2